# Fedora (dystrybucja Linuksa)

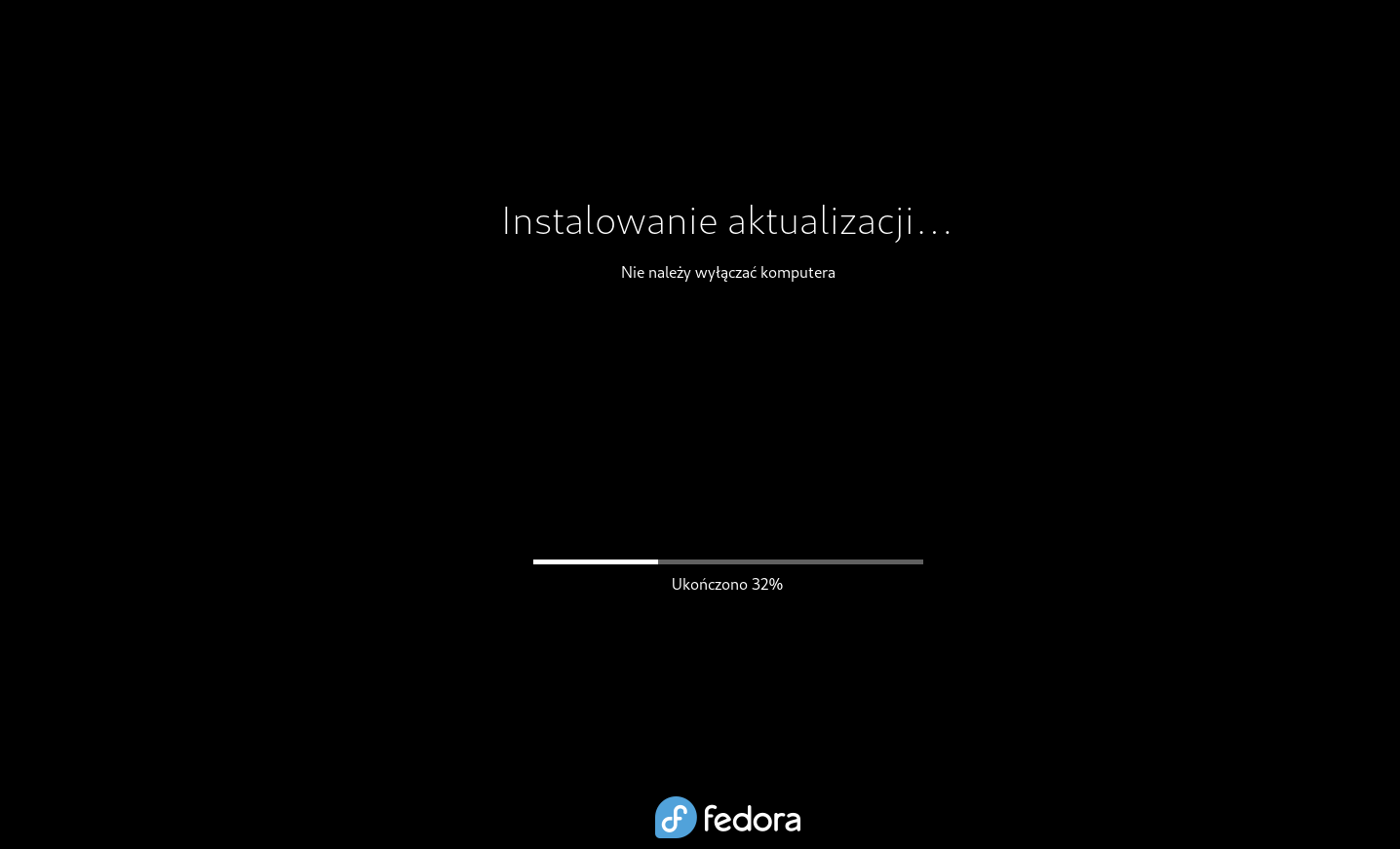
Ekran Aktualizacji Fedory

Fedora – następca wolnej dystrybucji Red Hat Linux, rozwijany przez Fedora Project i finansowany głównie przez Red Hat. Twórcy Fedory stawiają na innowacyjność, dlatego też kolejne wydania pojawiają się często i zawierają najnowsze dostępne oprogramowanie, nawet jeśli prace nad stabilną wersją nie zostały jeszcze ukończone. Z tego powodu oraz faktu ścisłego powiązania z Red Hatem, często, lecz niesłusznie Fedorę określa się mianem „poligonu Red Hata”. W czerwcu 2005 utworzono Fundację Fedora, mającą w zamierzeniu koordynować prace nad Fedorą w większym stopniu, niezależnie od Red Hata.
Fedora jest stosowana zarówno jako system operacyjny dla komputerów domowych, jak i serwerów. Nazwa dystrybucji pochodzi od rodzaju kapelusza.

## Założenia
Celem Fedora Project jest budowa w pełni użytecznego, nowoczesnego systemu operacyjnego w oparciu o wolne oprogramowanie, wydawanego cyklicznie dwa razy w roku, jako przedpole testowych rozwiązań wprowadzanych później do Red Hat Enterprise Linux. Deweloperzy Fedory wprowadzają do systemu wiele nowinek technicznych, które mogą powodować problemy ze stabilnością. System Fedora został jako jeden z pierwszych wyposażony w mechanizm zabezpieczeń SELinux, w wersji 9 pojawiło się wsparcie dla obsługi trybów graficznych w jądrze oraz obsługa systemu plików ext4.

## Historia
Fedora Core powstała w wyniku wprowadzenia w roku 2003 nowej strategii działania firmy Red Hat. Celem nowej polityki było oddzielenie w pełni komercyjnej dystrybucji Linuksa, przeznaczonej dla przedsiębiorców Red Hat Enterprise Linux, od będącej jej polem testowym, skierowanej przede wszystkim dla użytkowników domowych (pozbawionej komercyjnego wsparcia), Fedory Core.

## Historia wydań[6]
| Kolor        | Znaczenie                      |
| ------------ | ------------------------------ |
| Czerwony     | Stare wydanie; brak wsparcia   |
| Żółty        | Stare wydanie; nadal wspierane |
| Zielony      | Bieżące wydanie                |
| Pomarańczowy | Testowe wydanie                |
| Niebieski    | Przyszłe wydanie               |

| Nazwa projektu | Wersja | Nazwa kodowa      | Data wydania | Wersja jądra |
| -------------- | ------ | ----------------- | ------------ | ------------ |
| Fedora Core    | 1      | Yarrow            | 2003-11-06   | 2.4.19       |
| Fedora Core    | 2      | Tettnang          | 2004-05-18   | 2.6.5        |
| Fedora Core    | 3      | Heidelberg        | 2004-11-08   | 2.6.9        |
| Fedora Core    | 4      | Stentz            | 2005-06-13   | 2.6.11       |
| Fedora Core    | 5      | Bordeaux          | 2006-03-20   | 2.6.15       |
| Fedora Core    | 6      | Zod               | 2006-10-24   | 2.6.18       |
| Fedora         | 7      | Moonshine         | 2007-05-31   | 2.6.21       |
| Fedora         | 8      | Werewolf          | 2007-11-08   | 2.6.23.1     |
| Fedora         | 9      | Sulphur           | 2008-05-13   | 2.6.25       |
| Fedora         | 10     | Cambridge         | 2008-11-25   | 2.6.27       |
| Fedora         | 11     | Leonidas          | 2009-06-09   | 2.6.29.4     |
| Fedora         | 12     | Constantine       | 2009-11-17   | 2.6.31.5     |
| Fedora         | 13     | Goddard           | 2010-05-25   | 2.6.33       |
| Fedora         | 14     | Laughin           | 2010-11-02   | 2.6.35       |
| Fedora         | 15     | Lovelock          | 2011-05-24   | 2.6.38       |
| Fedora         | 16     | Verne             | 2011-11-08   | 3.1.0        |
| Fedora         | 17     | Beefy Miracle     | 2012-05-29   | 3.3.7        |
| Fedora         | 18     | Spherical Cow     | 2013-01-15   | 3.6.11       |
| Fedora         | 19     | Schrödinger’s Cat | 2013-07-02   | 3.9.5        |
| Fedora         | 20     | Heisenbug         | 2013-12-17   | 3.11.10      |
| Fedora         | 21     | -                 | 2014-12-09   | 3.16.0       |
| Fedora         | 22     | -                 | 2015-05-26   | 4.0.4        |
| Fedora         | 23     | -                 | 2015-11-03   | 4.2          |
| Fedora         | 24     | -                 | 2016-06-21   | 4.5          |
| Fedora         | 25     | -                 | 2016-11-22   | 4.8.7        |
| Fedora         | 26     | -                 | 2017-07-11   | 4.11         |
| Fedora         | 27     | -                 | 2017-11-14   | 4.13         |
| Fedora         | 28     | -                 | 2018-05-01   | 4.16         |
| Fedora         | 29     | -                 | 2018-10-30   | 4.18         |
| Fedora         | 30     | -                 | 2019-05-07   | 5.0          |
| Fedora         | 31     | -                 | 2019-10-29   | 5.3          |
| Fedora         | 32     | -                 | 2020-04-28   | 5.6          |
| Fedora         | 33     | -                 | 2020-10-27   | 5.8          |
| Fedora         | 34     | -                 | 2021-04-27   | 5.11         |
| Fedora         | 35     | -                 | 2021-11-19   | 5.15         |
| Fedora         | 36     | -                 | 2022-05-10   | 5.17         |
| Fedora         | 37     | -                 | 2022-11-15   | 6.0          |
| Fedora         | 38     | -                 | 2023-04-18   | 6.2          |
| Fedora         | 39     | -                 | 2023-11-07   | 6.5          |
| Fedora         | 40     | -                 | 2024-04-23   | 6.8          |
| Fedora         | 41     | -                 | 2024-10-29   | 6.11         |
| Fedora         | 42     | -                 | -            | -            |

## Obrazy Fedory

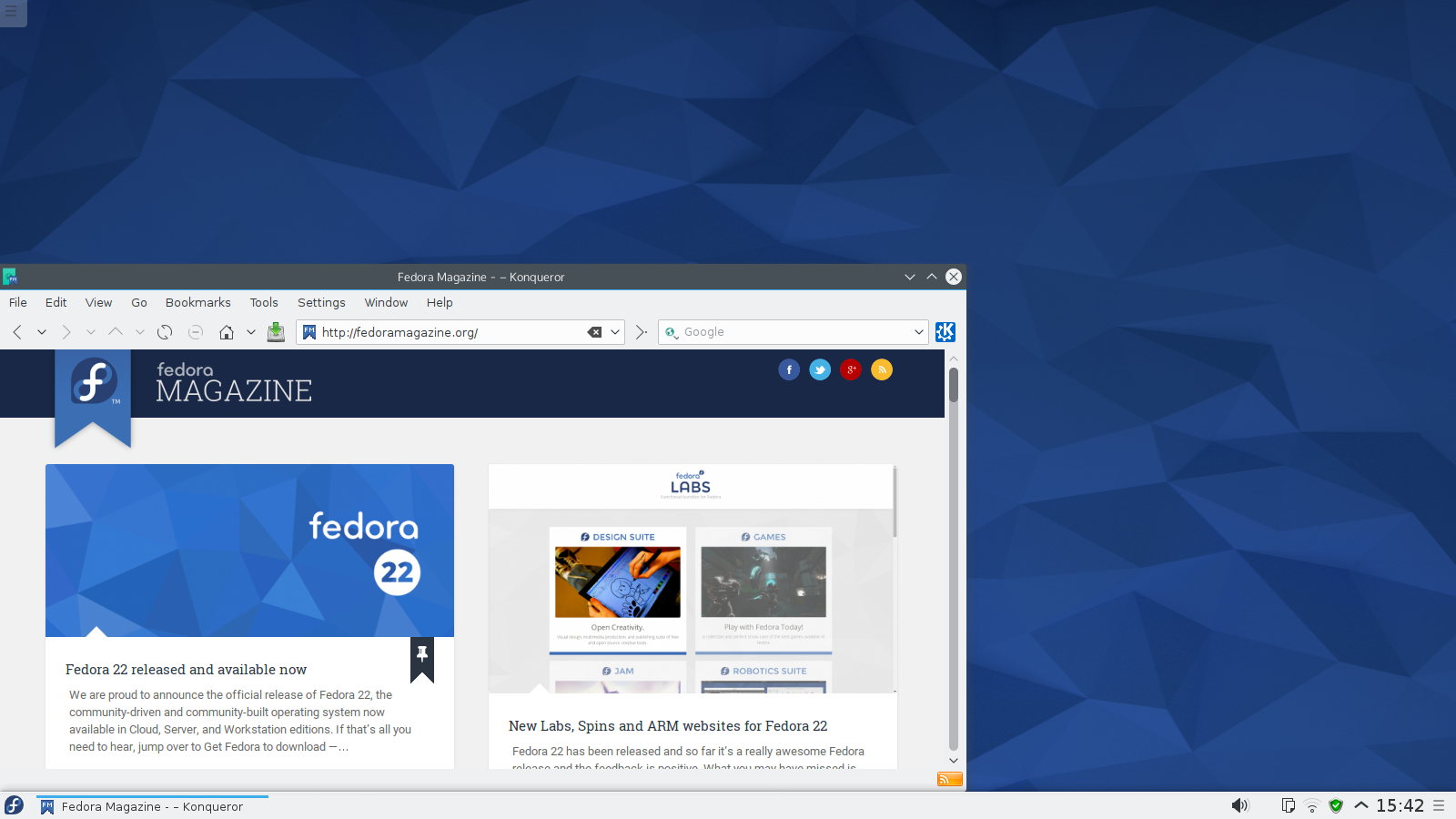
Fedora 22 z KDE Plasma Desktop (alternatywny obraz systemu)

Fedora Spins to wersje Fedory ze zmienionym środowiskiem graficznym, a Fedora Labs to alternatywne wersje do konkretnych zastosowań. Dostosowane są do różnych typów użytkowników poprzez wybrane zestawy aplikacji.

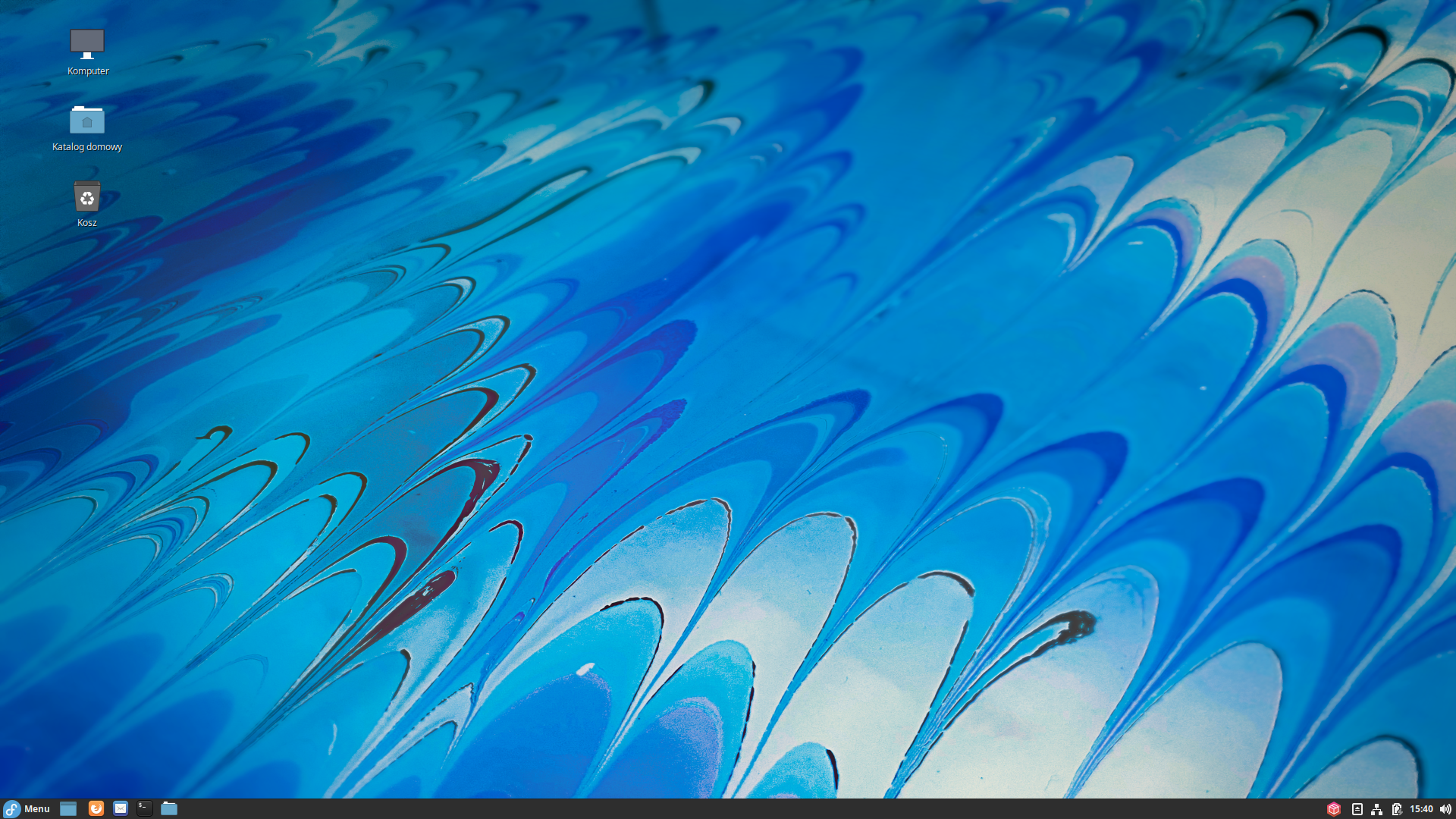
Fedora 35 z Cinnamon (alternatywny obraz systemu)

Obrazy Fedory:
- KDE
- Xfce
- LXDE
- LXQt
- MATE-Compiz
- Soas
- Cinnamon
- Astronomy
- Scientific
- Design Suite
- Jam

## Repozytoria
Fedora zawiera tylko wolne oprogramowanie, które nie budzi żadnych zastrzeżeń licencyjnych i patentowych, podczas gdy dodatkowe repozytoria zawierają pakiety takie jak kodeki oraz zamknięte sterowniki, które na ogół z przyczyn patentowych nie mogą być swobodnie rozpowszechniane na terenie Stanów Zjednoczonych.
Do wydania 6 istniały dwa oficjalne repozytoria z dodatkowym oprogramowaniem:
- Core – oficjalne repozytorium Fedora Project,
- Extras – repozytorium zawierające oprogramowanie wspierane przez Fedora Project, ale nierozprowadzane wraz z Fedorą Core.

Od wydania 7 repozytoria te zostały połączone.